# Xenopipo
Xenopipo är ett fågelsläkte i familjen manakiner inom ordningen tättingar: Släktet omfattar här två arter som förekommer i norra Sydamerika:
- Olivmanakin (X. uniformis)
- Svart manakin (X. atronitens)

Släktena Chloropipo och Cryptopipo inkluderades tidigare Xenopipo.